# Vresen
Vresen är namnet på en numera försvunnen ö öster om Fyn i Danmark. Namnet används fortfarande för sandreven Langesand och Tamodde. Sandreven är ett fågelskyddsområde.